# Valentina Romani
Pour les articles homonymes, voir Romani (homonymie).
Valentina Romani, née le 16 juin 1996 à Rome dans la région du Latium en Italie, est une actrice italienne.

## Biographie
Valentina Romani naît à Rome en 1996.
Après quelques rôles de figuration, elle débute comme actrice en 2015 avec un rôle récurrent dans l'unique saison de la série télévisée Questo e il mio paese. Elle obtient la même année un rôle régulier dans la série Tutto può succedere de Lucio Pellegrini (it), le remake italien de la série américaine Parenthood elle-même inspirée par la comédie Portrait craché d'une famille modèle (Parenthood) réalisé par Ron Howard en 1989.
En 2016, elle débute au cinéma dans le drame One Kiss (Un bacio) d'Ivan Cotroneo et obtient le prix Guglielmo Biraghi pour sa performance.
En 2017, elle tient l'un des principaux rôles de la série télévisée policière fantastique La porta rossa. Elle joue notamment avec Lino Guanciale (it) et Gabriella Pession.

## Filmographie

### Au cinéma
- 2016 : One Kiss (Un bacio) d'Ivan Cotroneo : Blu
- 2023 : Vers un avenir radieux (Il sol dell'avvenire) de Nanni Moretti

### À la télévision

#### Séries télévisées
- 2015 : Un passo dal cielo, un épisode
- 2015 : Furioclasse, un épisode
- 2015 : Questo e il mio paese de Michele Soavi
- 2015 : Tutto può succedere
- 2017 : Le porta rossa de  Carmine Elia (it)
- 2020-2023 : Mare Fuori, saisons 1 à 3
- 2023 : Bardot (mini série) de Christopher Thompson et Danièle Thompson

## Prix et distinctions notables
- Prix Guglielmo Biraghi en 2016 pour One Kiss (Un bacio).